# Оливера Кривокапић
Оливера Кривокапић Драгићевић (Котор, 6. септембар 1962) некадашња је југословенска и српска кошаркашица.

## Биографија
Рођена је у Котору, отац јој је био војно лице, а кошарком је почела да се бави кад се породица преселила у Смедеревску Паланку. Први кошаркашки тренер јој је био Мики Вуковић. Првотимка београдског Партизана је постала у шеснаестој години. Током девет проведених сезона у клубу освојила је три титуле првака Југославије и два трофеја националног купа. Играла је у више иностраних клубова у Немачкој, Шпанији, Италији, Македонији, Бугарској и Француској.
Наступала је за кадетску репрезентацију. За сениорску репрезентацију Југославије одиграла је 198 утакмица. Учествовала је на неколико Универзијада, два светска и три европска шампионата. Освојила је сребрну медаљу на Европском првенству у шпанском Кадизу 1987. године.
Након завршетка играчке каријере ради као секретар Спортског савеза Раковице. Добитница је националног признања од стране Владе Републике Србије за остварене врхунске спортске резултате.

## Успеси

### Репрезентативни
- Сребрне медаље

Европско првенство 1987. Шпанија